# Kamanche

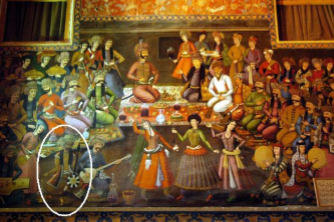
Kamanche al banquet de Sha Abbas II (1646)

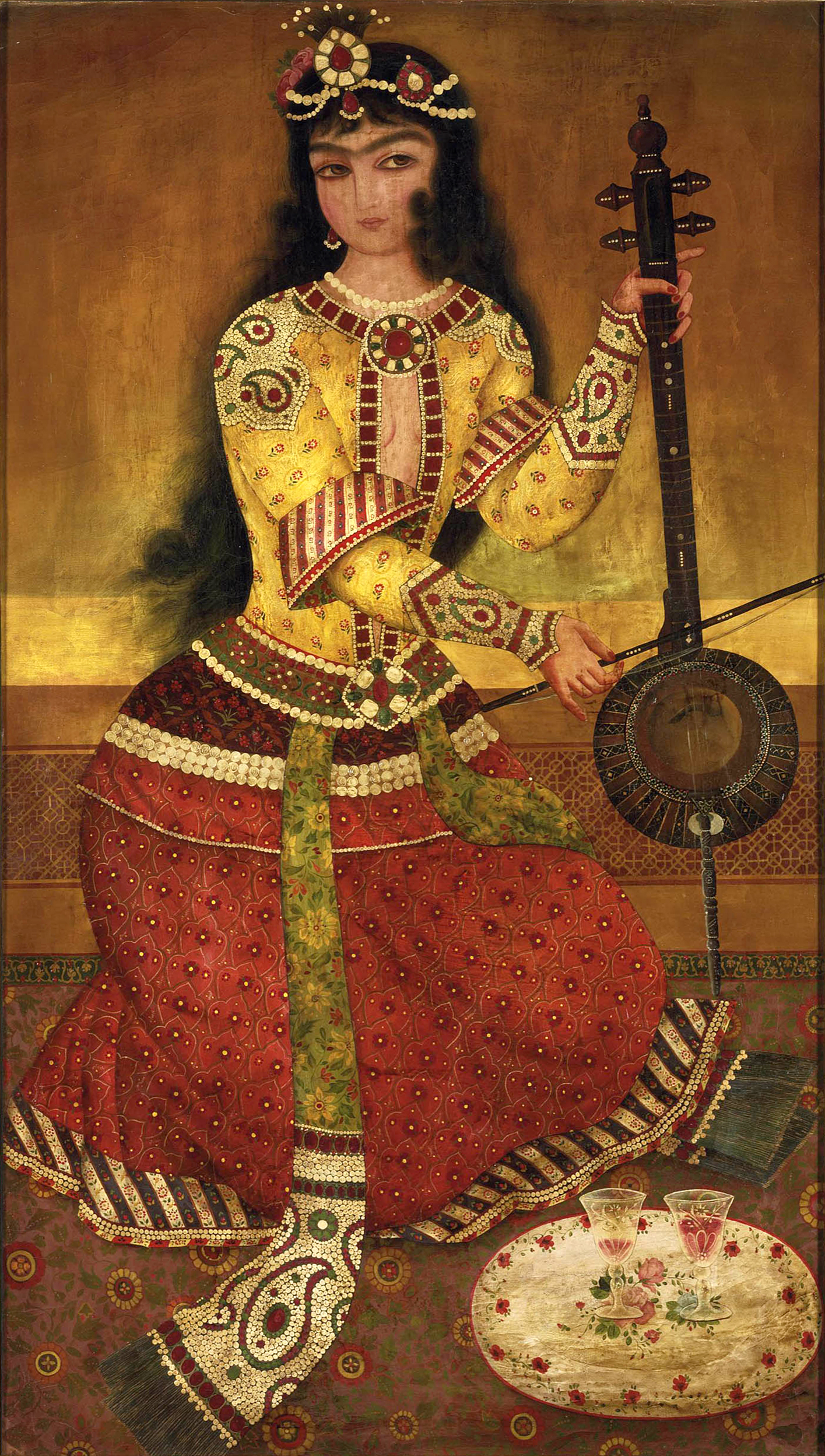
Una dona jugant al kamancheh, Qazar, Iran, 1800-1825.

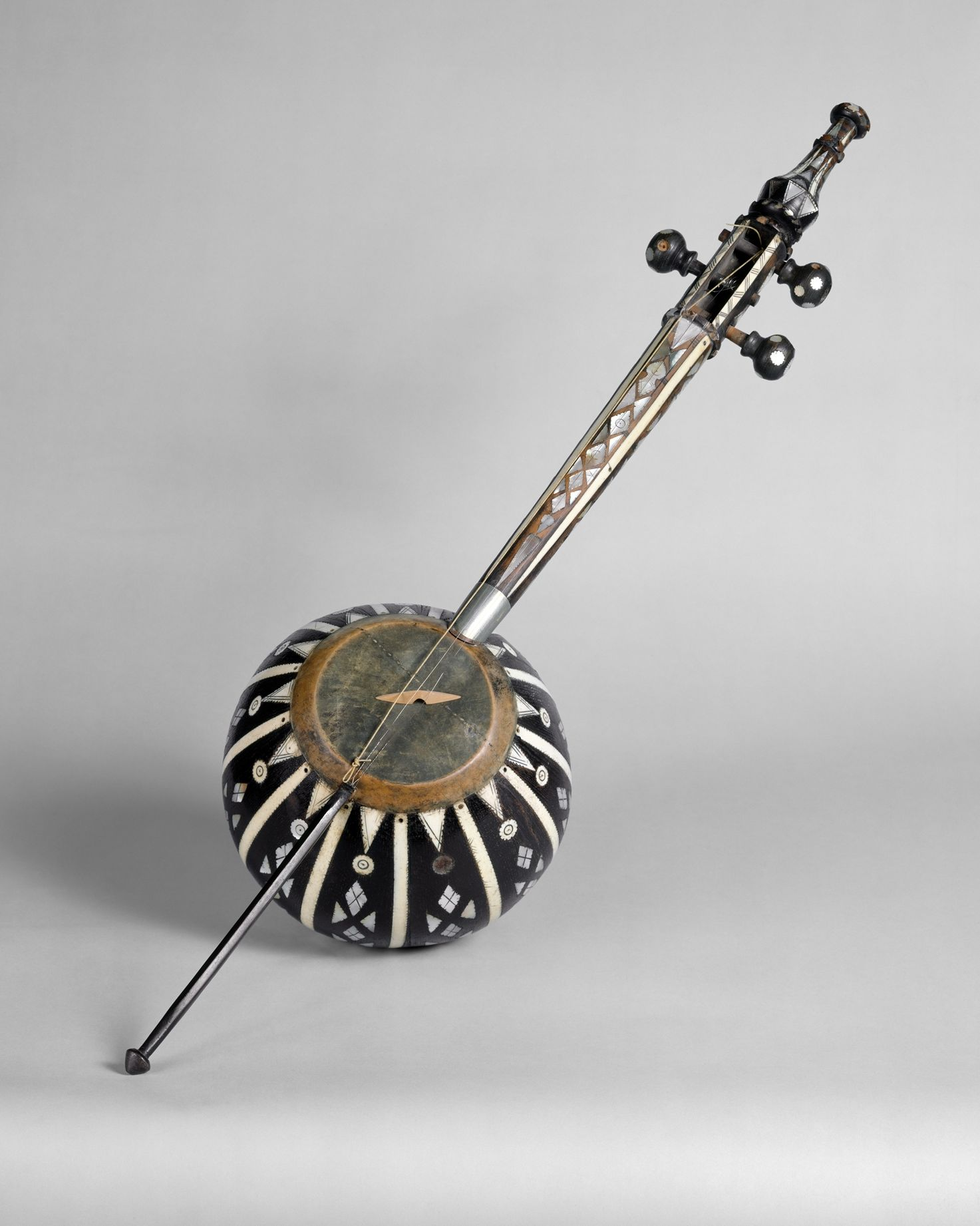
Kamanche

El kamanche és un instrument persa de corda fregada relacionat amb el Rabâb, un dels primers instruments d'arc, antecessor dels instruments més moderns de corda fregada d'Europa i d'Àsia. El kamanche es toca en diverses localitzacions i cultures, com poden ser l'Iran, l'Azerbaidjan, Armènia, Turquia, Uzbekistan i Turkmenistan, amb petites variacions en l'estructura de l'instrument. Es toca verticalment fregant les cordes amb un arc de tensió variable com ho fan els instruments europeus.
La paraula kamanche prové del persa i significa arc petit. El primer kamanche està documentat al segle x, i l'instrument va arribar pels voltants del segle xi o XII a l'Imperi Romà d'Orient. Podem trobar instruments similars a països propers.

## Història
Veiem el kamanche en pintures que representen escenes de celebració i de guerra del període mongoles i timúrides.
El Kamanche va ser un dels instruments més importants dels períodes Safàvides i Qajar. Era un instrument que s'utilitzava en escenes de celebració en l'època safàvida. Un mural al palau de Chehel Sotoun a Esfahan mostra un intèrpret del kamanche entre els músics de la cort reial. Aquesta pintura representa l'escena d'un banquet del Sha Abbas II en honor de Nader Mohammad Khan emir de Turkistan el 1646. També el podem trobar en un altre mural al Palau Hasht Behesh a Esfahan en el qual podem veure una dona que tocant-lo.
En un Tasnif, peça musical que conservem del període de Zand relacionada amb Loft Ali Khan Zand (últim rei d'aquesta dinastia), es cantava juntament amb un kamanche i un ney.
Eugène Flandin, un artista italià nascut a París, va ser enviat a l'Iran en una missió el 1840 per recollir informació sobre la situació política de l'Iran. En els seus escrits podem observar que va parlar sobre el kamanche en la seva observació sobre la cort de Fat'h Ali Xah —segon rei de Qajar de Pèrsia—, i ho va descriure com un tipus de violí anomenat kamanche.
Durant la monarquia de Fath Ali Xah, en els períodes Zand i Qajar, Zohreh i Mina van ser dues famoses cantants i intèrprets que van usar el kamanche com un dels instruments més importants. Totes aquestes explicacions revelen la importància del kamanche en la història de la música persa, però des del final de la monarquia de Mozafaridin Shah, la importància del kamanche va disminuir per l'arribada del violí provinent de l'Iran.
En les últimes dècades, gràcies als esforços d'Ali Asghar Bahari, el kamanche ha ressuscitat entre els instruments perses.

## El kamanche a d'altres països
El kamanche és un instrument musical capaç d'adaptar-se a diverses cultures de països orientals, adquirint els trets geogràfics, ètnics i culturals d'altres regions. Actualment, és un dels instruments principals que es toca a l'Iran, Xina, Índia, l'Azerbaidjan, Àrabia i països de l'Àfrica del Nord.

### El kamanche a l'Iran
El kamanche és un dels principals instruments que s'interpreten a la gran majoria de conjunts instrumentals i actuacions en solitari a l'Iran. A la dinastia Safàvida (1501-1736) i la Dinastia Qajar (1785-1925), l'instrument va ser considerat com el més important. També va ser molt popular entre els músics populars que van tocar el kamanche als carrers i llocs públics, on van ser molt ben rebuts. La introducció del violí a l'Iran al voltant dels anys vuitanta del segle xix va significar que el kamanche va perdre popularitat per un temps: el violí va cridar tanta atenció que alguns virtuosos a la cort de Qajar van ensenyar el violí usant el kamanche. Hossein Esmaeel-zade (mort el 1934), va ser un dels millors intèrprets de kamanche en el període Qajar. Va poder ensenyar el violí a causa de la similitud en les tècniques d'interpretació entre el kamanche i el violí.
Més tard, durant la monarquia del darrer Pahlavi (1925-1979), a través de l'establiment d'un important interpret de la música clàssica iraniana a la Universitat de Teheran, el kamanche va ser ressuscitat i va recuperar una mica de la seva antiga glòria. Això es pot atribuir a la proximitat en termes de sonoritat entre el kamanche i altres instruments de música clàssica iraniana, inclosos el Tar i Santur. Avui en dia, el kamanche és un dels instruments més populars a l'Iran i les seves tècniques d'interpretació han progressat significativament en els últims anys.
Hi ha tres tipus de kamanche principalment a l'Iran:
- Kamancha
- Tal (Lori kamanche)
- Gheichagh (Turkmen Sahra kamanche)

### El kamanche a la Xina
L'instrument es diu er-hu (o huqin) a la Xina. La paraula consta de dues parts; 'Er', que significa dos i 'hu', que significa estranger. Pel que sembla, l'instrument havia entrat a la Xina des de les regions occidentals (Àsia central) i originalment, tenia dues cordes. La longitud d'aquest instrument és d'uns 60 cm.
Actualment hi ha tres tipus d'aquest instrument a la Xina: 
- Er-hu
- Jing hu
- Ban hu

### El kamanche a l'Azerbaidjan
El kamanche es diu kamancha a l'Azerbaidjan. La seva caixa de so es compon de dues peces de fusta. La caixa de so és de forma cònica i parcialment apuntada per un costat. El seu diàmetre és d'uns 20 cm i la part coberta per pergamí és lleugerament més gran que la del kamanche iranià. El seu coll és més curt que la versió iraniana i té entre 27 cm i 29 cm de longitud. Té 4 cordes afinades per quintes perfectes.
El kamancha té un paper important en la música de l'Azerbaidjan. Els conjunts instrumentals del país solen consistir en un kamancha, un tar i un cantant que també s'encarrega del gaval (similar a una pandereta).
En les grans orquestres, el tar i el kamancha solen tocar en solos. El so de la kamancha és més brillant que el del kamanche iranià en part perquè el pergamí a la caixa de so és més rígid i perquè normalment es col·loca una peça de tela sota les cordes més greus per evitar una vibració excessiva del pergamí. La caixa de ressonància està coberta amb un pergamí de pell de peix.
Una altra característica del kamancha azerbaijà és la seva ornamentació. Els instruments solen estar decorats al coll i a la caixa de so amb closques i ossos.